# Božena Viková-Kunětická
Božena Viková-Kunětická, rozená Novotná (30. července 1862 Pardubice – 18. března 1934 Libočany u Žatce), byla česká nacionalistická politička, spisovatelka a dramatička. V roce 1912 byla jako historicky první žena zvolena na Český zemský sněm.

## Život
Narodila se v rodině Jana Novotného, obchodníka s obilím a hostinského v Zámecké ulici v domě čp. 22 a Barbory roz. Šoltové z Mnětic. Měla dvě mladší sestry Annu a Marii.
Vzdělání získala na školách v Pardubicích. Chtěla být herečkou, učila se u Otilie Sklenářové-Malé, roku 1881 absolvovala úspěšně zkoušku v divadle a odešla hrát do Prahy, kde se ubytovala u paní Brückové ve Ferdinandské ulici čp. 41. Roku 1884 její herecká dráha skončila, tajně se provdala za cukrovarnického úředníka Josefa Vika (ve svém povolání se nesměl oženit) a věnovala se rodinnému životu. Po sňatku se kvůli Vikovu zaměstnání museli hodně stěhovat. V prvních letech manželství jej doprovázela do Štětí, Mostu a Duchcova, v 90. letech žili v Pečkách, Uhříněvsi a skončili Českém Brodě, kde Vik roku 1919 zemřel. Měli spolu tři děti: dceru Vlastu a dva syny, kteří zemřeli v dětství na záškrt.
Božena Viková-Kunětická vstoupila do politiky roku 1909 za Národní stranu svobodomyslnou a v roce 1912 se stala vůbec první ženou zvolenou do Českého zemského sněmu (za volební obvod Mladá Boleslav–Nymburk). Český místodržitel hrabě Thun jí ale odmítl vystavit patřičná osvědčení a její mandát nebyl uznán. Sněm se v této době kvůli českoněmeckým sporům nescházel a následně byl Anenskými patenty v roce 1913 rozpuštěn.
V letech 1918–1920 zasedala v Revolučním národním shromáždění za Českou státoprávní demokracii, respektive za Československou národní demokracii (z ní vzniklou).
Po parlamentních volbách v roce 1920 získala senátorské křeslo v Národním shromáždění za národní demokraty. Mandát nabyla ale až dodatečně roku 1925 jako náhradnice poté, co rezignoval senátor Jan Herben. V senátu zasedala jen krátkou dobu do parlamentních voleb v roce 1925.
Do roku 1930 předsedala Zemské komisi žen Čsl. národní demokracie. Odmítala právní uznání Sovětského svazu. Vystupovala proti rozšiřování německého živlu v pohraničí, neznalosti českého jazyka u dětí, ale také proti Židům či Masarykovi a Benešovi. Byla oddanou obdivovatelkou předsedy své strany, nacionálně-konzervativního politika Karla Kramáře, kterého navštěvovala ve Vysokém nad Jizerou. Pozitivně se vyjadřovala směrem k českému nebo i italskému fašismu.
V roce 1927 byla za své literární a dramatické dílo jmenována členkou České akademie věd. Společně s Eliškou Krásnohorskou, byly první jmenované ženy. Obě byly také členkami Amerického klubu dam, založený Josefou Náprstkovou. V období první republiky bylo vydáno 15 svazků jejích sebraných spisů. V románové tvorbě obhajovala ženskou emancipaci. Napsala i několik cestopisů, dramat pro Stavovské a Národní divadlo, politicky zaměřených spisů, používala pseudonym Ignota.
Božena Viková-Kunětická zemřela 18. března 1934 u své dcery Vlasty v Libočanech.
Urna s popelem byla původně uložena na pietním místě na Kunětické hoře. Po druhé světové válce byla urna předána rodině a v roce 2008 uložena do urnového háje krematoria Strašnice.
V roce 1934 byla vydána její biografie od J. Voborníka. Pozůstalost Vikové-Kunětické je uložena v Literárním archivu Památníku národního písemnictví.

## Dílo

### Povídková tvorba
- Povídky (1887)[15]
- Drobné povídky (1888)[15]
- Čtyři povídky (1890)[16]
- Po svatbě (1892)[17]
- Nové povídky (1893)[18]
- Idylky (1894)[19]
- Silhouetty mužů (1899)[20]
- Staří mládenci a jiné povídky (1901)[21]
- Macecha a jiné črty (1902)[22]

### Romány a novely
- Justyna Holdanová (1892)[23]
- Vdova po chirurgovi (1893) – Časopisecky novela vyšla už roku 1887 v Lumíru. Autorka ji v knižním vydání dedikovala Janu Nerudovi, jehož text zaujal a chválil jí ho. Čerstvě ovdovělá a stále mladá Pavla Demínová se z Prahy uchyluje na zámeček svých tří tetiček, aby zde zahnala myšlenky na sebevraždu svého muže, špičkového chirurga. Ten neunesl výčitky ze zpackané operace obličeje mladého Lažanského, pražského dandyho obdivovaného pro svůj vzhled, a kvůli klepům a ráně na profesní cti se zastřelí, přestože v osobním životě a v manželství bylo vše v pořádku. Otřesená Pavla se o skutečném důvodu manželovy sebevraždy dozví až na zámečku při procházení choťových listin. Shodou náhod se v sousedství nachází panství Lažanského rodiny, ten opustil Prahu kvůli lítosti a pohledům tamní smetánky, jež ho začaly štvát. Tématem je pouze jeho vzhled, nikoliv lidské kvality. S Pavlou se seznámí a nabízí jí přátelství, jelikož jejich osudy se kvůli prožité tragice protnuly. Přátelství plíživě přerůstá v hluboký vzájemný cit, jehož podstatu však napřímo pojmenovává pouze Lažanský, po čase schválného odloučení se rozhodne vrátit do Prahy a neobtěžovat Pavlu svou láskou, neboť se vzdává nadějí na budoucí společný život. Pavla si uvědomí, o co vše by přišla a že Lažanského též miluje. V závěru novely se setkávají a vyjevují si své city.[24]
- Medřická (1897)[25]
- Vzpoura (1901)[26]
- Minulost (1919)[27]
- Pán (1922)[28]

### Jiné práce
- Švýcarské scenerie (1902), cestopisné obrázky[29]
- Věřím (1908), fejetony k spiritismu[30]
- Má lásko (1908), lyrické dílo pod pseudonymem Ignota
- Dobytí severu (1912), politicko-etnologické úvahy[31]
- Dál! (1912), přednášky[32]
- O ženském mandátu do sněmu král. Českého (1913)[33]
- Vyznání (1919), různé studie[34]
- Z cest (1919), obrázky a studie[35]
- Ženy na stráž!  Řeč na sjezdu ČND (1919)[36]
- Sebrané spisy (1919–1922), pět svazků
- Před lety (1920)

### Dramatická tvorba
- Sběratelka starožitností (1890), veselohra[37]
- V bludišti (1890)
- V jařmu (1897)[38]
- Neznámá pevnina (1899), veselohra[39]
- Přítěž (1901), veselohra[40]
- Co bylo (1902)[41]
- Cop (1905), veselohra[42]
- Holčička (1905)[43]
- Dospělé děti (1909), veselohra[44]
- Lidé (1909)[45]
- Reprezentantka domu (1911), veselohra[46]

## Volební výsledky

### Český zemský sněm

#### Doplňovací volby v obvodu Mladá Boleslav, Nymburk (1912)
| Doplňovací zemské volby 1912 |                           |                           |             |             |             |            |            |
| Kandidát                     | Kandidát                  | Strana                    | První volba | První volba | První volba | Užší volba | Užší volba |
| Kandidát                     | Kandidát                  | Strana                    | Hlasy       | %           | ±%          | Hlasy      | %          |
|                              | Božena Viková-Kunětická   | Mladočeši                 | 850         | 41,3        | -12,2       | 1 161      | 96,0       |
|                              | Bohumil Matoušek          | samostatný mladočech      | 769         | 37,4        |             | Odstoupil  | Odstoupil  |
|                              | Karla Máchová             | Sociální demokracie       | 415         | 20,2        | +10,7       |            |            |
|                              | Roztříštěné hlasy         | Roztříštěné hlasy         | 22          | 1,1         |             | 49         | 4,0        |
| neplatné a prázdné lístky    | neplatné a prázdné lístky | neplatné a prázdné lístky | 16          | 0,8         |             | 38         | 3,0        |
| Celkem/účast                 | Celkem/účast              | Celkem/účast              | 2 072       | 60,5        | -9,1        | 1 248      | 38,5       |
|                              | Mladočeši obhájili        | Mladočeši obhájili        | ±           |             |             |            |            |